# Sinfonía erótica
 Sinfonía erótica ist ein Spielfilm des spanischen Regisseurs Jesus Franco aus dem Jahr 1980, basierend auf einer literarischen Vorlage des Marquis de Sade.

## Inhalt
Die Ehe de Bressacs ist eine Farce, Martine scheint offenbar nur ein Hindernis auf dem Weg zu ihrem Vermögen zu sein, das ihr Mann an sich reißen will. De Bressac wird, nachdem sie aus einer Anstalt heimkehrt, wiederholt durch ihre Freundin Wanda vor den finsteren Plänen ihres Gatten gewarnt. Als eines Tages die attraktive Nonne Norma verwundet vor dem Eingang des gemeinsamen Anwesens gefunden wird, entschließt sich Armand, diese sexuell zu unterwerfen und sich als „Spielzeug“ gefügig zu machen. Nachdem die Gräfin zunehmend auch über die Affaire ihres Mannes zu dem bisexuellen Teenager Fiore verzweifelt, verführt schließlich auch sie die Nonne. Fiore und Norma verlieben sich und wollen fliehen. Beide werden von Armand in flagranti ertappt und, während sie sich lieben, gleichzeitig mit einem Schwert durchbohrt. In Folge verzweifelt Armand zunehmend an seiner Tat. Nachdem er sich immer wieder weigerte, den sexuellen Avancen seiner Frau nachzugeben, fällt er schließlich doch so heftig über sie her, dass es den Anschein macht, dass sie an den Folgen stirbt. Später erscheint sie ihrem Mann scheinbar als Geist und tötet ihn mit einem Schwert. Das Ende des Films bietet die Interpretationsmöglichkeit, dass De Bressac zusammen mit einem dubiosen Arzt ihren eigenen Plan realisierte.